# ايسلوغا
ايسلوغا (النطق الأسباني: isˈluɣa) هو بركان طبقي يقع في كولتشاني، على بعد 7 كيلومترات (4.3 ميل) غرب الحدود بين تشيلي وبوليفيا وفي الطرف الغربي لمجموعة من البراكين التي تصطف في إتجاه الشرق والغرب، والتي أيضًا تشمل البراكين كباراي وتاتا سبايا. ايسلوغا منطقة لديها قمة عالية وتقع داخل حدود حديقة بركان ايسلوغا الوطنية في منطقة تاراباكا في تشيلي.